# Joan Van Ark

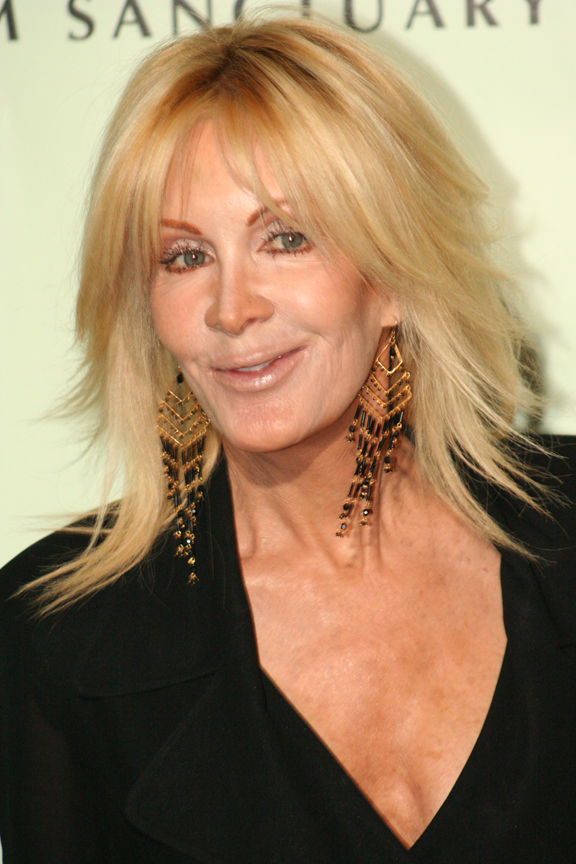
Joan Van Ark

Joan Van Ark (n. 16 iunie 1943, New York City, New York) este o actriță americană, care a interpretat rolul Valene Clements Ewing în filmul serial Dallas, distribuit de către CBS, în perioadele 1978-1981 și 1991.

## Filmografie
- Invazia broaștelor (1972)